# Preben
Preben är ett företrädesvis danskt mansnamn, som kommer från det medeltida nordiska namnet Pridbjørn.

## Personer med namnet Preben
- Preben Elkjær Larsen, fotbollsspelare
- Preben Møller Hansen, politiker
- Preben Nodermann, domkyrkokapellmästare